# 张应昌 (总兵官)
张应昌，明朝将领，陕西榆林人，張臣之孙，張承廕之子。
因父亲张承荫阵亡，张应昌恩荫为都司佥书，经略杨镐任用他为左翼游击。天启年间，升任参将，调任到延绥镇。崇祯年间，升为都督佥事，代为山西总兵官。在关中，很有威名。后来惧怕与农民军作战，避而不击，杀民冒功。被解职。随后病亡。